# Seligpreisung
Seligpreisung — четвёртый альбом группы краут-рока Popol Vuh, изначально выпущенный в 1973 году.
Название альбома переводится как Заповеди блаженства, в основу текстов положено Евангелие от Матфея.

## Характеристика
Выпущенный в 1973 году Seligpreisung стал, если уж на то пошло, полным шоком после великолепного «религиозного» рока Hosianna Mantra. Исчезли гипнотические григорианские песнопения и гудящие слои в обертонах. Их место занял мерцающий, космический джаз-рок, где гипнотические повторяющиеся аккорды и фразы Фрике на фортепиано становятся прочной основой звучания, в то время как Конни Вайт импровизирует на гитаре в блюзовом стиле Дэвида Гилмора поверх плавного музыкального кружения. Остальные музыканты (все они играли и на Hosianna Mantra) слышны в классических миниатюрах в легко узнаваемом западном стиле. Альбом не разочаровывает, а скорее шокирует гигантским возвратом в царство обычного. Наверное, Hosianna Mantra показала такую бездну, глянув в которую Фрике понял, что красота не выносима. Не важно, по какой причине, Seligpreisung — это медитативный, в основном, тихий и приятный альбом, который не подходит к краю пропасти.
Альбом несёт несколько важных перемен, и снова представляет собой нечто совсем иное, чем было ранее. Во-первых, к группе присоединился Даниель Фихелшер из Amon Düül II, который играет на электрогитаре, барабанах и конгах. Фрике познакомился с Фихелшером, когда оба принимали участие в качестве гостевых музыкантов группы Gila в записи альбома Bury My Heart at Wounded Knee в 1973 году. Встреча с Фихелшером была крайне важным моментом в истории Popol Vuh, поскольку он станет основным партнёром Фрике на долгие годы. Во-вторых, вокальные партии впервые исполняет сам Фрике, у него довольно приятный голос, придающий уникальный аромат звучанию Popol Vuh. В-третьих, добавление более традиционных барабанов меняет всю музыкальную картину, делая её более роковой и живой, а некоторые вещи вообще звучат почти как танцевальные. Интересно, что тема последней песни «Ja, sie sollen Gottes Kinder heissen» в дальнейшем будет неоднократно повторяться на последующих альбомах группы. Это новый и довольно неожиданный подход, так как большинство групп избегает повторения тем, боясь обвинений в искусственном раздувании материала или в почивании на лаврах. Popol Vuh же каждый раз аранжирует повторяемые темы в соответствии с конкретным набором инструментов и конкретным стилем каждого альбома. В целом это ещё одна возвышенная, красивая, важная и плодотворная работа, звучащая уникально не только в мире музыки, но и среди альбомов Popol Vuh.
Мистические и духовные обертоны Hosianna Mantra столь же сильны и здесь, но они менее суровы, что позволяет слушать альбом даже наедине с подружкой. Вновь это очень медитативная и созерцательная музыка, очень тихая и мягкая, но не поверхностная. Сочетание этнической (главным образом, индийской) перкуссии и достаточно величественного, но не напряжённого фортепиано и гитарных партий доставляет истинное наслаждение. Очень ровный альбом, без слабостей, но и без какого-либо особенно выдающегося трека.

## Список композиций
Все треки написал Флориан Фрике. Оригинальные тексты из Евангелия от Матфея в обработке Фрике.
Сторона один
1. «Selig sind die, die da hungern. Selig sind die, die da dürsten nach Gerechtigkeit. Ja, sie sollen satt werden» — 6:00
2. «Tanz der Chassidim» — 3:15
3. «Selig sind die, die da hier weinen. Ja, sie sollen später lachen» — 5:08

Сторона два
1. «Selig sind die, die da willig arm sind. Ja, ihrer ist das Himmelreich» — 3:12
2. «Selig sind die, die da Leid tragen. Ja, sie sollen getröstet werden» — 3:39
3. «Selig sind die Sanftmütigen. Ja, sie werden einst die Erde erben» — 2:31
4. «Selig sind die, die da reinen Herzens sind. Ja, sie sollen Gott schauen» — 2:33
5. «Ja, sie sollen Gottes Kinder heißen. Agnus dei, agnus dei» — 2:42

Бонус-трек на переиздании 2004 года
1. «Be In Love (Du sollst lieben)» — 4:59

## Музыканты
Флориан Фрике — фортепиано, клавесин, вокал
Даниель Фихелшер — электрогитара (на 2,3,4,6), барабаны, перкуссия
Конни Вайт — электрогитара, 12-струнная гитара
Роберт Элиску — гобой
Клаус Визе — танпура
Приглашённые музыканты (только на бонус-треке)

Юн Чжон — вокал
Фритц Зоннляйтнер — скрипка